# Tajemny krąg (serial telewizyjny)
Tajemny krąg (org. The Secret Circle) – amerykański, młodzieżowy serial fantastyczny na podstawie serii książek Tajemny krąg L.J. Smith. Serial został stworzony przez Andrew Millera i The CW. 15 września 2011 miał premierę w USA. W Polsce miał on swoją premierę 12 listopada 2012 na kanale AXN Spin. 11 maja 2012 stacja the CW anulowała dalszą produkcję serialu. Zbyt mała oglądalność oraz zbyt wielki koszt efektów specjalnych były głównymi argumentami do nieprolongowania serialu.

## Fabuła
Cassie Blake była normalną nastolatką, do czasu, gdy jej matka, Amelia, zginęła w pożarze. Osierocona dziewczyna przeprowadza się do babci Jane, do miasteczka Chance Harbor w stanie Waszyngton. Mieszkańcy miasta zdają się wiedzieć więcej o niej, niż ona sama. Istnieje bowiem pewien sekret, o którym Cassie dowiaduje się od 5 znajomych ze szkoły - ona i jej nowi znajomi należą do Tajemniczego Kręgu wiedźm, który włada potężną magią.

## Bohaterowie
- Cassie Blake (Britt Robertson) – główna bohaterka, która dowiedziała się, że jest czarownicą, ostatnią częścią „Tajemnego kręgu”, do którego należała także jej matka.
- Adam Conant (Thomas Dekker) – chłopak Diany Meade. Czarodziej należący do tajemnego kręgu. Jako pierwszy pokazuje Cassie jak odblokować swoją moc, przy czym zakochują się w sobie.
- Faye Chamberlain (Phoebe Tonkin) – córka dyrektorki szkoły, do której uczęszczają wszyscy członkowie tajemnego kręgu. Nieodpowiedzialna, potężna, niecierpliwa i zaskakująca czarownica. Po długim czasie kłótni i niepewności, związuje się z Jake'm.
- Diana Meade (Shelley Hennig) – córka Charlesa Meade. Jest czarownicą należącą do tajemnego kręgu oraz przyjaciółką Cassie. Spotyka się z Adamem Conantem. Później okazuje się, że jest córką Johna Blackwella, ojca Cassie.
- Melissa Glaser (Jessica Parker Kennedy) – uczennica liceum, czarownica, która należy do tajnego kręgu czarodziejów. Jest przyjaciółką Faye Chamberlain oraz byłą dziewczyną Nicka Armstronga.
- Nick Armstrong (Louis Hunter) – sąsiad Cassie. Należy do kręgu czarodziei. Ginie utopiony przez Charlesa Meade.
- Jake Armstrong (Chris Zylka) – starszy brat Nicka. Jest potężnym czarownikiem. Należał do łowców czarownic, ale kiedy odkrył ich zamiary został członkiem tajemnego kręgu, do którego należał niegdyś jego brat. Jest chłopakiem Faye.
- Dawn Chamberlain (Natasha Henstridge) – dyrektorka szkoły i mama Faye. Spiskuje wraz z ojcem Diany, Charlesem.
- Charles Meade (Gale Harold) – ojciec Diany, przyjaciółki Cassie. Jest odpowiedzialny za śmierć mamy Cassie.
- Jane Blake (Ashley Crow) – babcia Cassie. Tak jak wnuczka, jest czarownicą.
- Ethan Conant (Adam Harrington) – ojciec Adama. Był zakochany w mamie Cassie. Jest czarodziejem, ale stracił moc.

## Odcinki
| Nr | Tytuł     | Reżyseria       | Scenariusz                      | Premiera             | Premiera w Polsce |
| -- | --------- | --------------- | ------------------------------- | -------------------- | ----------------- |
| 1  | Pilot     | Liz Friedlander | Andrew Miller                   | 15 września 2011     | 13 listopada 2012 |
| 2  | Bound     | Liz Friedlander | Kevin Williamson, Andrew Miller | 22 września 2011     | 19 listopada 2012 |
| 3  | Loner     | Colin Bucksey   | Richarda Hatem                  | 29 września 2011     | 26 listopada 2012 |
| 4  | Heather   | Dave Barretta   | David Ehrman                    | 6 października 2011  | 4 grudnia 2012    |
| 5  | Slither   | Liz Friedlander | Dan Baratt                      | 13 października 2011 | 11 grudnia 2012   |
| 6  | Wake      | Guy Bee         | Andrea Newman                   | 20 października 2011 | 18 grudnia 2012   |
| 7  | Masked    | Charles Beeson  | Michelle Lovrett                | 27 października 2011 | 1 stycznia 2013   |
| 8  | Beneath   | John Fawcett    | Holly Henderson, Don Whitehead  | 3 listopada 2011     | 8 stycznia 2013   |
| 9  | Balcoin   | Brad Turner     | Andrew Miller, Andrea Newman    | 10 listopada 2011    | 15 stycznia 2013  |
| 10 | Darkness  | Chris Grismer   | David Ehrman                    | 5 stycznia 2012      | 22 stycznia 2013  |
| 11 | Fire/Ice  | Joshua Butler   | Holly Henderson, Don Whitehead  | 12 stycznia 2012     | 29 stycznia 2013  |
| 12 | Witness   | Eagle Egilsson  | Dana Baratt                     | 19 stycznia 2012     | 5 lutego 2013     |
| 13 | Medallion | Liz Friedlander | Andrew Miller, Andrea Newman    | 2 lutego 2012        | 12 lutego 2013    |
| 14 | Valentine | Roger Grant     | Dave Barrett                    | 9 lutego 2012        | 19 lutego 2013    |
| 15 | Return    | Brad Turner     | David Ehrman                    | 16 lutego 2012       | 26 lutego 2013    |
| 16 | Lucky     | Joshua Butler   | Katie Wech                      | 15 marca 2012        | 5 marca 2013      |
| 17 | Curse     | John Fawcett    | Don Whitehead, Holly Henderson  | 22 marca 2012        | 12 marca 2013     |
| 18 | Sacrifice | Nick Copus      | David Ehrman                    | 12 kwietnia 2012     | 19 marca 2013     |
| 19 | Crystal   | Omar Madha      | Micah Schraft                   | 19 kwietnia 2012     | 26 marca 2013     |
| 20 | Traitor   | Eagle Egilsson  | Roger Grant, Katie Wech         | 26 kwietnia 2012     | 2 kwietnia 2013   |
| 21 | Prom      | Alex Zakrzewski | Holly Henderson, Don Whitehead  | 3 maja 2012          | 9 kwietnia 2013   |
| 22 | Family    | Eagle Egilsson  | Roger Grant, Katie Wech         | 10 maja 2012         | 16 kwietnia 2013  |

## Nagrody i nominacje
- 2011: E! Golden Tater Awards – nowy serial, który wydaje się najciekawszy – nominacja[3]
- 2011: TV.com's Best of 2011 – najlepszy nowy serial – nominacja[4]
- 2011: TV.com's Best of 2011 – najlepszy serial science fiction lub fantasy – nominacja[5]
- 2012: People’s Choice Award – ulubiony nowy serial dramatyczny – nominacja[6]
- 2012: Saturn – najlepszy serial dla młodzieży – nominacja[7]
- 2012: PAAFTJ Television Awards – najlepsza muzyka z czołówki – nominacja[8]